# Antigone Costanda
Antigone Costanda (أنتيجون كوستاندا) (Alessandria, 1934) è una modella, attrice e imprenditrice egiziana, vincitrice del concorso di bellezza Miss Mondo nel 1954.

## Biografia
Ex Miss Egitto, Antigone Costanda fu incoronata Miss Mondo il 18 ottobre 1954 a Londra, vincendo contro quindici concorrenti. Fu la prima egiziana, ma di origini greche, a vincere il concorso, oltre che la prima africana. Oltre all'arabo, Costanda parla fluentemente il greco, l'inglese, l'italiano e il francese.
L'anno seguente, durante Miss Mondo 1955 che si tenne a Londra, Costanda non poté intervenire durante la cerimonia di premiazione della nuova Miss Mondo come era tradizione, a causa delle ostilità nate fra l'Egitto e il Regno Unito per il canale di Suez. La nuova Miss Mondo fu infatti incoronata dall'attrice inglese Eunice Gayson.
Prima di partecipare a Miss Mondo, la Costanda aveva già una certa notorietà come modella professionista e il suo volto era comparso su numerose pubblicazioni in Egitto. La vittoria al concorso l'aiutò nel raggiungere l'apice della professione, arrivando a lavorare in tutto il mondo. Successivamente Antigone Costanda è diventata imprenditrice ed arredatrice d'interni.

## Filmografia
- Donne sole, regia di Vittorio Sala (1956)